# Bosilkovtsi
Bosilkovtsi (bulgariska: Босилковци) är ett distrikt i Bulgarien.   Det ligger i kommunen Obsjtina Bjala och regionen Ruse, i den centrala delen av landet, 210 km öster om huvudstaden Sofia.
Trakten runt Bosilkovtsi består till största delen av jordbruksmark. Runt Bosilkovtsi är det ganska glesbefolkat, med 42 invånare per kvadratkilometer.